# مايووود (كاليفورنيا)
مايووود (بالإنجليزية: Maywood)‏ هي إحدى مدن مقاطعة لوس أنجليس، كاليفورنيا. تم إعطاءها لقب مدينة في 2 سبتمبر، 1924.

## التركيبة السكانية
حدّد مكتب تعداد الولايات المتحدة بيانات التركيبة السكانية لمايووود في تعداد الولايات المتحدة. في ما يلي، التركيبة السكانية حسب تعدادي 2000 و2010.

### تعداد عام 2000
بلغ عدد سكان مايووود 28,083 نسمة بحسب تعداد عام 2000، وبلغ عدد الأسر 6,469 أسرة وعدد العائلات 5,698 عائلة مقيمة في المدينة. في حين سجلت الكثافة السكانية 9,207.5 نسمة لكل كيلومتر مربع (23,847.3/ميل2). وبلغ عدد الوحدات السكنية 6,701 وحدة بمتوسط كثافة قدره 2,197 لكل كيلومتر مربع (5,690.2/ميل2).
وتوزع التركيب العرقي للمدينة بنسبة 42.99% من البيض و0.36% من الأمريكيين الأفارقة و1.14% من الأمريكيين الأصليين و0.36% من الأمريكيين ذوي الأصول الآسيوية و0.13% من سكان جزر المحيط الهادئ و50.48% من الأعراق الأخرى و4.53% من عرقين مختلطين أو أكثر و96.33% من الهسبانيون أو اللاتينيون من أي عرق.
بلغ عدد الأسر 6,469 أسرة كانت نسبة 70% منها لديها أطفال تحت سن الثامنة عشر تعيش معهم، وبلغت نسبة الأزواج القاطنين مع بعضهم البعض 60.8% من أصل المجموع الكلي للأسر، ونسبة 16.9% من الأسر كان لديها معيلات من الإناث دون وجود شريك،  بينما كانت نسبة 10.4% من الأسر لديها معيلون من الذكور دون وجود شريكة وكانت نسبة 11.9% من غير العائلات. تألفت نسبة 8.4% من أصل جميع الأسر من عدة أفراد يعيشون في نفس المنزل ونسبة 3.2% كانت تتألف من شخص يعيش بمفرده يبلغ من العمر 65 عاماً أو أكثر. وبلغ متوسط حجم الأسرة المعيشية 4.33، أما متوسط حجم العائلات فبلغ 4.47.
بلغ العمر الوسطي للسكان 24.9 عاماً. وكانت نسبة 37% من القاطنين تحت سن الثامنة عشر، وكانت نسبة 13.2% بين الثامنة عشر والرابعة والعشرين عاماً، ونسبة 32.6% كانت واقعةً في الفئة العمرية ما بين الخامسة والعشرين والرابعة والأربعين عاماً، ونسبة 12.9% كانت ما بين الخامسة والأربعين والرابعة والستين، ونسبة 4% كانت ضمن فئة الخامسة والستين عاماً فما فوق. يوجد لكل 100 أنثى 104.2 ذكر، ويوجد لكل 100 أنثى في الثامنة عشر من عمرها فما فوق 105.6 ذكر.
بلغ متوسط دخل الأسرة في المدينة 30,480 دولارًا، أما متوسط دخل العائلة فبلغ 30,361 دولارًا. وكان متوسط دخل الذكور 20,646 دولارًا مقابل 16,397 دولارًا للإناث. وسجل دخل الفرد الخاص بالمدينة 8,926 دولارًا. وكانت نسبة 23.1% من العائلات ونسبة 24.5% من السكان تحت خط الفقر، وكان من هؤلاء نسبة 29.3% تحت سن الثامنة عشر ونسبة 11.7% في الخامسة والستين من العمر وما فوق.

## معرض صور

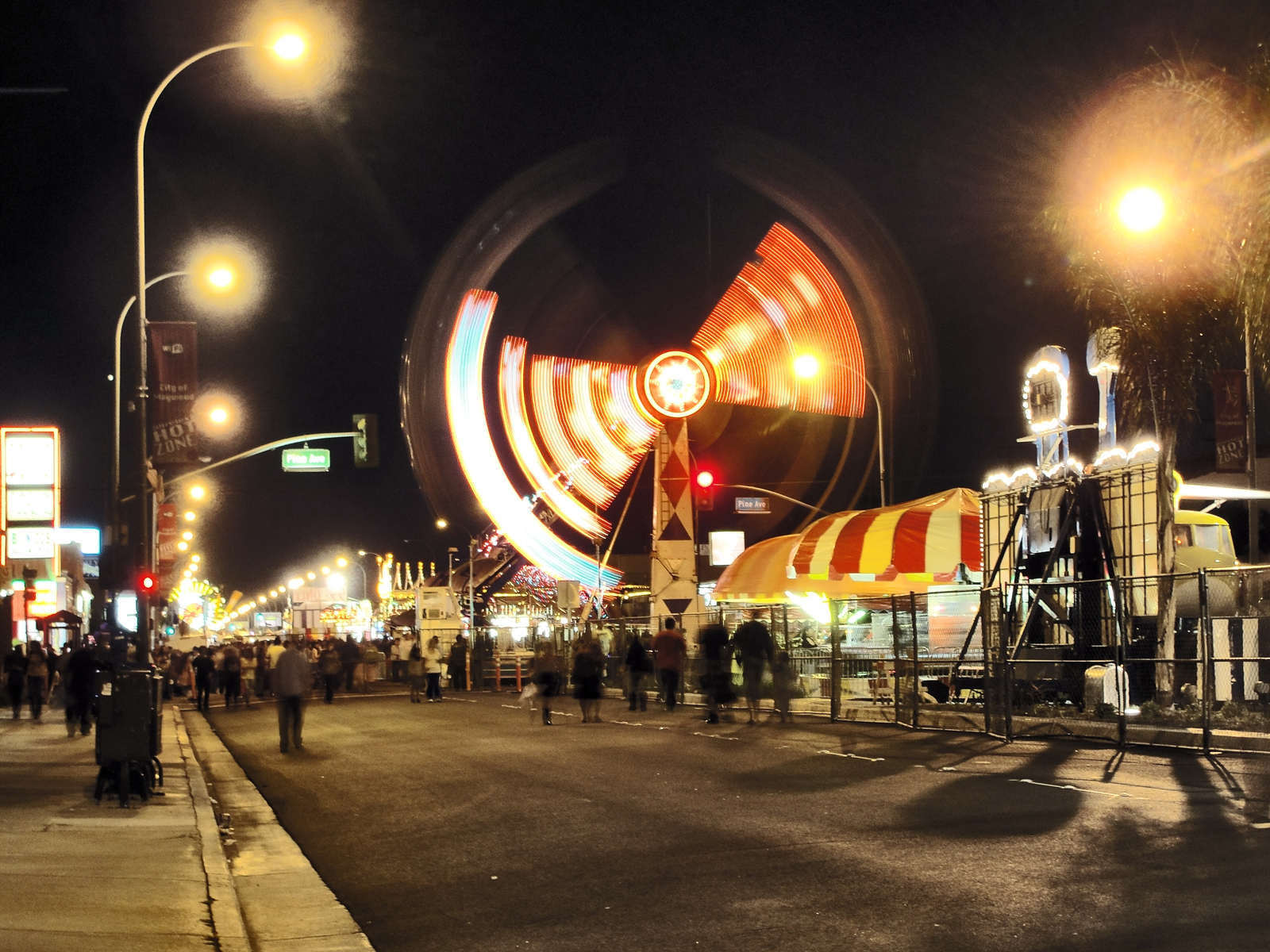
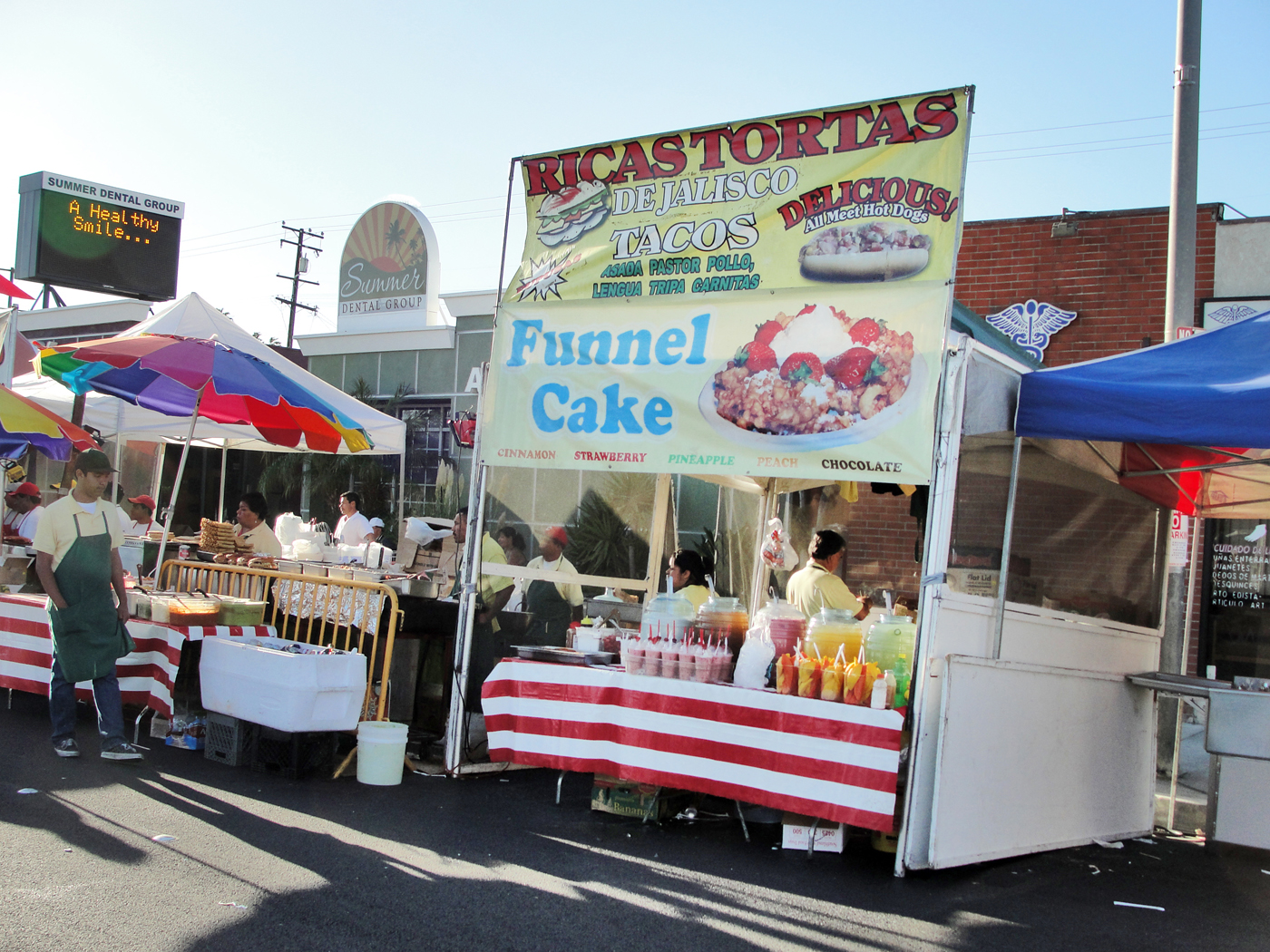
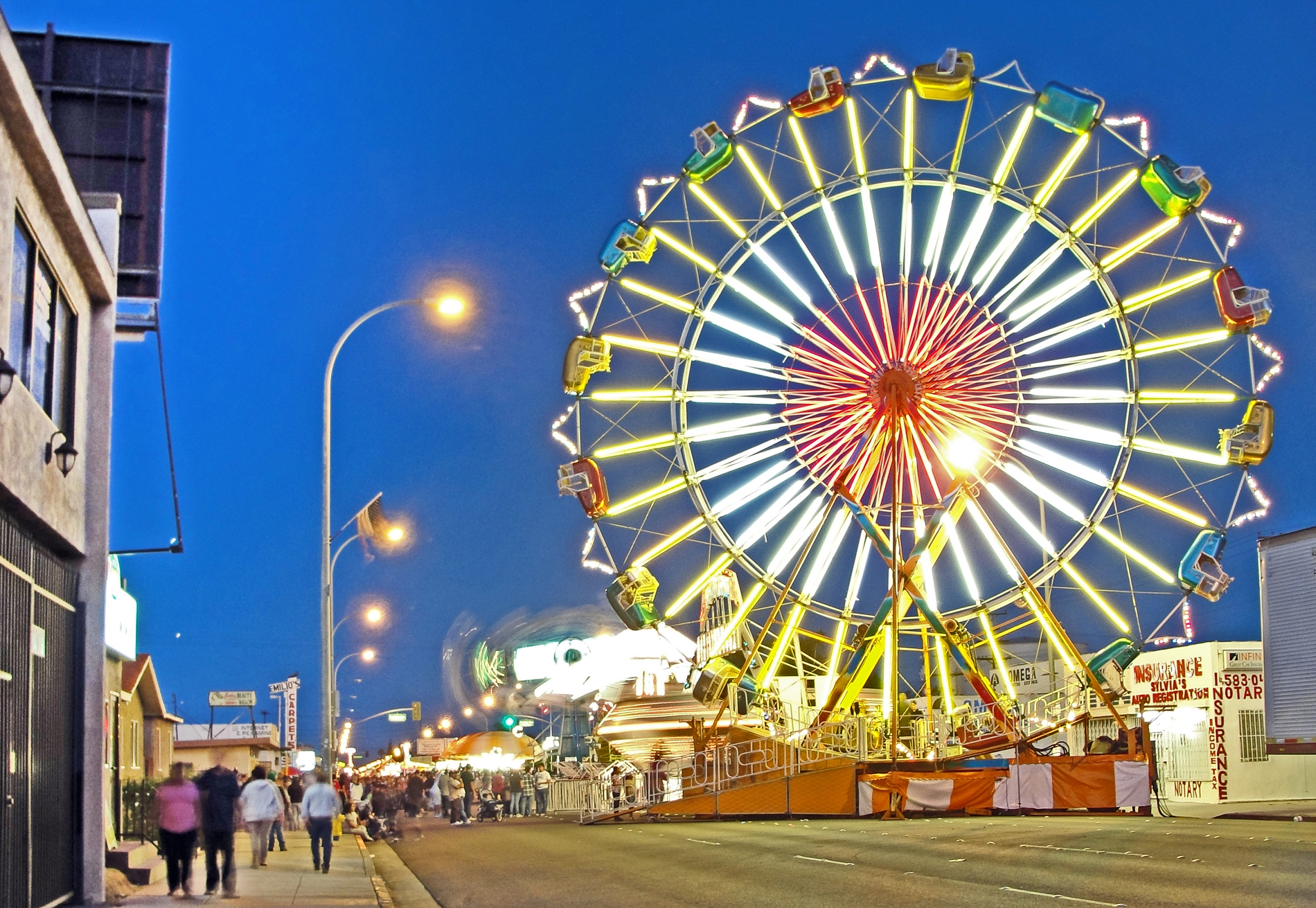
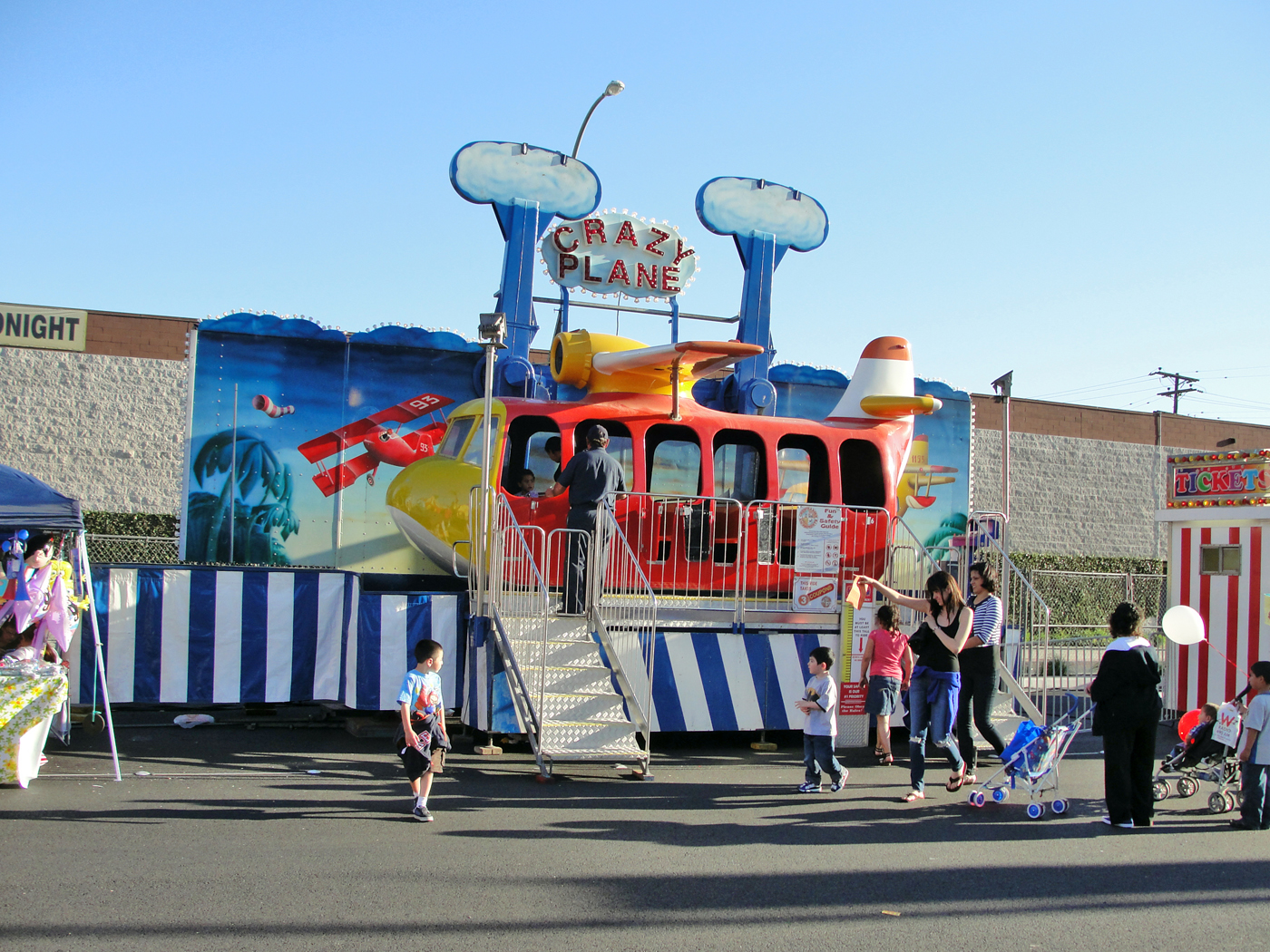
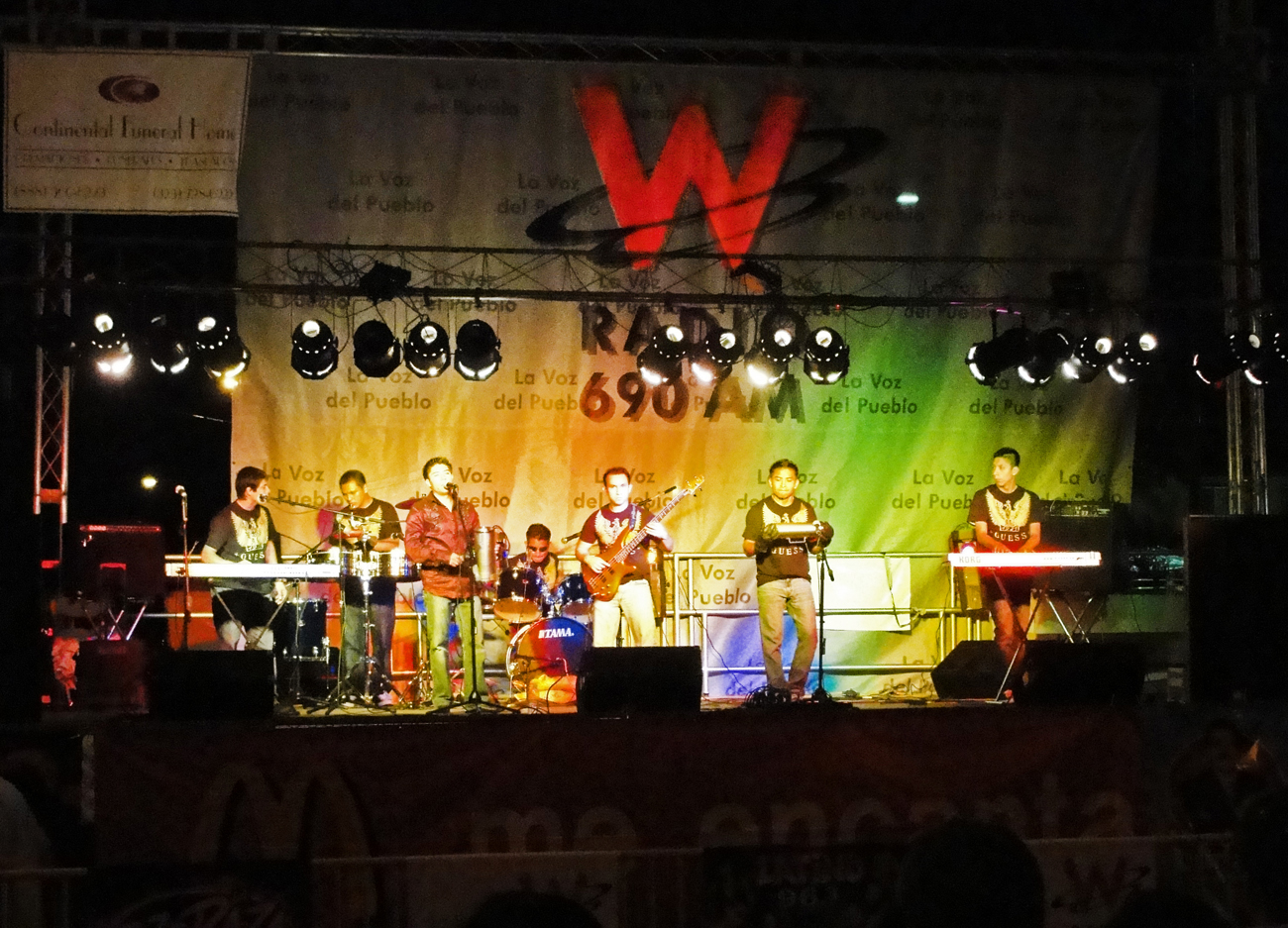

### تعداد عام 2010
بلغ عدد سكان مايووود 27,395 نسمة بحسب تعداد عام 2010، وبلغ عدد الأسر 6,559 أسرة وعدد العائلات 5,692 عائلة مقيمة في المدينة. في حين سجلت الكثافة السكانية 8,982 نسمة لكل كيلومتر مربع (23,263.3/ميل2). وبلغ عدد الوحدات السكنية 6,766 وحدة بمتوسط كثافة قدره 2,218.4 لكل كيلومتر مربع (5,745.6/ميل2).
وتوزع التركيب العرقي للمدينة بنسبة 51.99% من البيض و0.61% من الأمريكيين الأفارقة و0.76% من الأمريكيين الأصليين و0.32% من الأمريكيين ذوي الأصول الآسيوية و0.07% من سكان جزر المحيط الهادئ و41.96% من الأعراق الأخرى و4.29% من عرقين مختلطين أو أكثر و97.45% من الهسبانيون أو اللاتينيون من أي عرق.
بلغ عدد الأسر 6,559 أسرة كانت نسبة 62.8% منها لديها أطفال تحت سن الثامنة عشر تعيش معهم، وبلغت نسبة الأزواج القاطنين مع بعضهم البعض 56.7% من أصل المجموع الكلي للأسر، ونسبة 19.1% من الأسر كان لديها معيلات من الإناث دون وجود شريك،  بينما كانت نسبة 10.9% من الأسر لديها معيلون من الذكور دون وجود شريكة وكانت نسبة 13.2% من غير العائلات. تألفت نسبة 9.1% من أصل جميع الأسر من عدة أفراد يعيشون في نفس المنزل ونسبة 3.5% كانت تتألف من شخص يعيش بمفرده يبلغ من العمر 65 عاماً أو أكثر. وبلغ متوسط حجم الأسرة المعيشية 4.16، أما متوسط حجم العائلات فبلغ 4.30.
بلغ العمر الوسطي للسكان 27.9 عاماً. وكانت نسبة 32.6% من القاطنين تحت سن الثامنة عشر، وكانت نسبة 12.4% بين الثامنة عشر والرابعة والعشرين عاماً، ونسبة 31.5% كانت واقعةً في الفئة العمرية ما بين الخامسة والعشرين والرابعة والأربعين عاماً، ونسبة 17.5% كانت ما بين الخامسة والأربعين والرابعة والستين، ونسبة 6% كانت ضمن فئة الخامسة والستين عاماً فما فوق. وتوزع التركيب الجنسي للسكان بنسبة 51.1% ذكور و48.9% إناث.

## أعلام
- تود بورنس
- جيم يورك
- كريس هوك
- أوربانو أنتيلون